# Gullmarsplan
Gullmarsplan est une place du quartier Johanneshov du district Enskede-Årsta-Vantör de Stockholm en  Suède,,.

## Situation
Les ponts Skanstullsbron et Johanneshovsbron relient Gullmarsplan par la route à Södermalm qui fait partie du centre-ville. 
Sous Gullmarsplan, le tunnel routier de Södra länken s'étend dans une direction est-ouest. 
Juste au sud de Gullmarsplan se trouvent le stade de football Söderstadion ainsi que l'Avicii Arena (Globen).

## Plateforme de transport en commun
La caractéristique la plus importante de Gullmarsplan est qu'il est un grand pôle de transports publics, qui permet d'accéder aux lignes vertes (17, 18 et 19) du métro de Stockholm (Tunnelbanan), à la ligne de tramway Tvärbanan et à un grand nombre de lignes de bus, principalement à destination et en provenance de Tyresö, Haninge, Årsta et Södermalm.
La station de métro Gullmarsplan a été inaugurée le 1er octobre 1950 en tant que quatrième station du métro de Stockholm. 
Auparavant, Gullmarsplan était une station du système de train léger sur rail qui a précédé le métro.

## Galerie

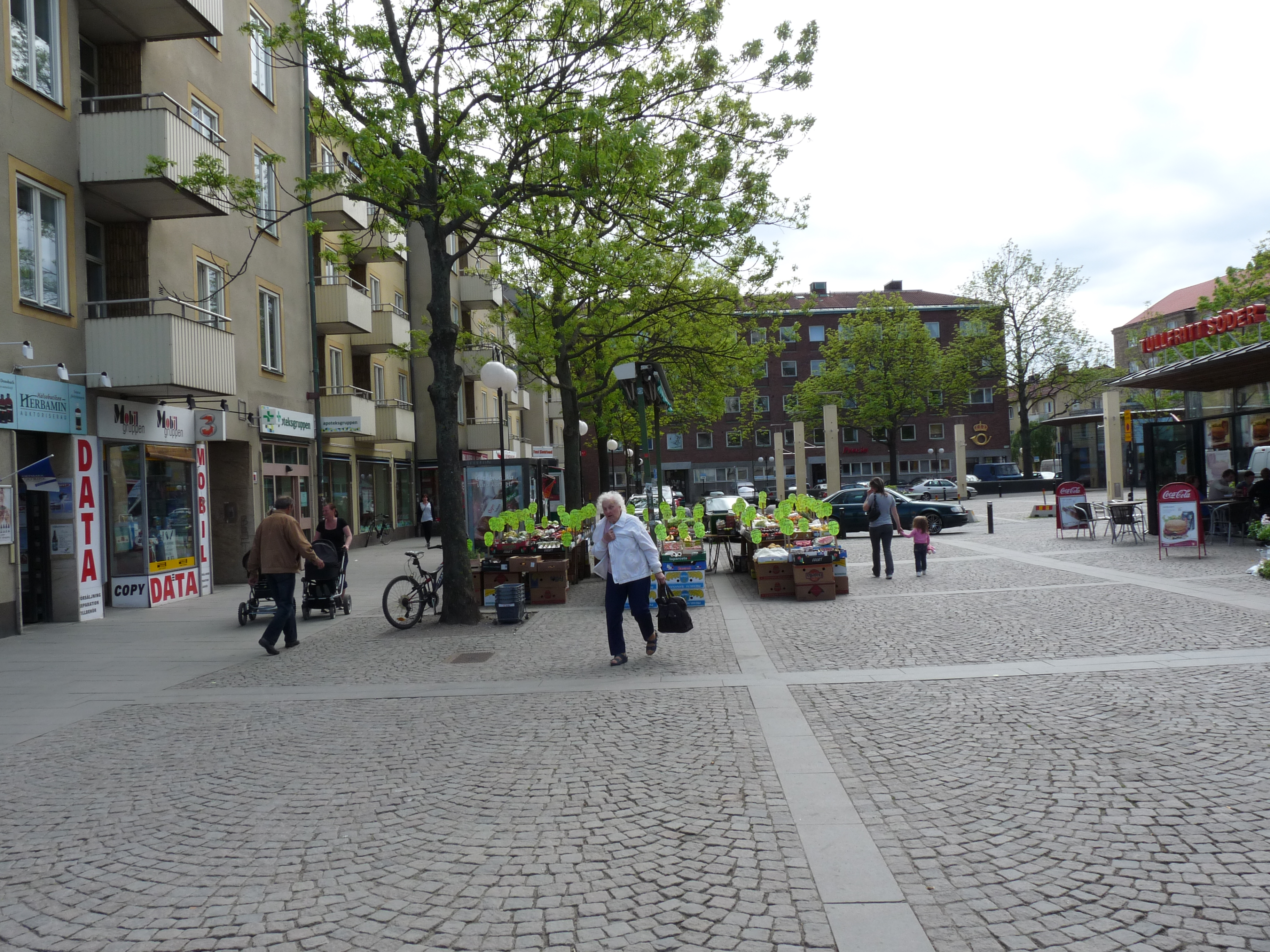
La place.
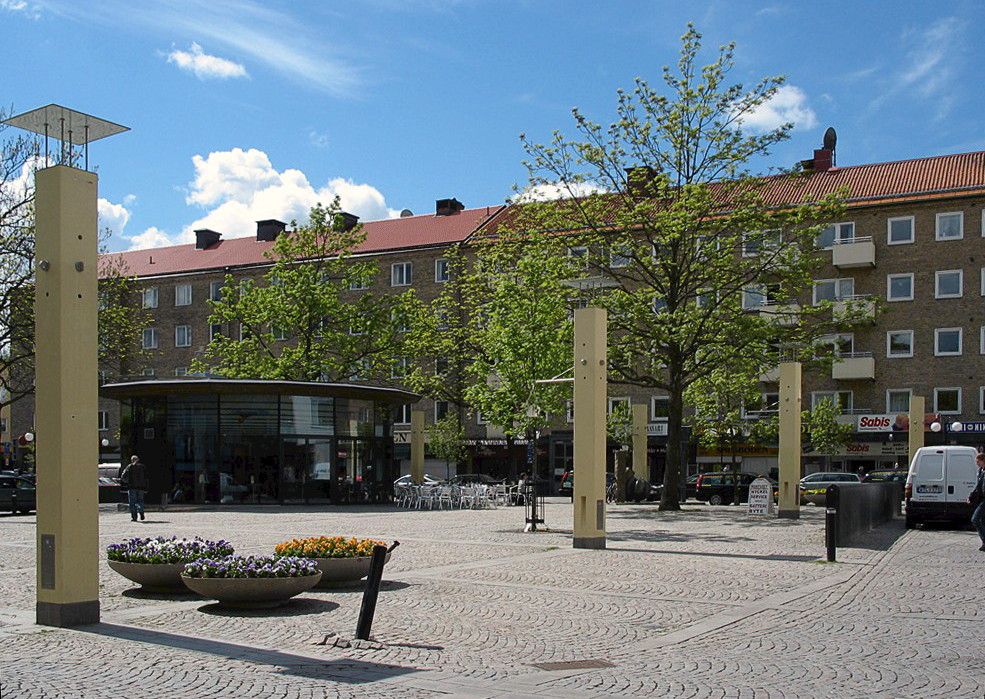
La place.
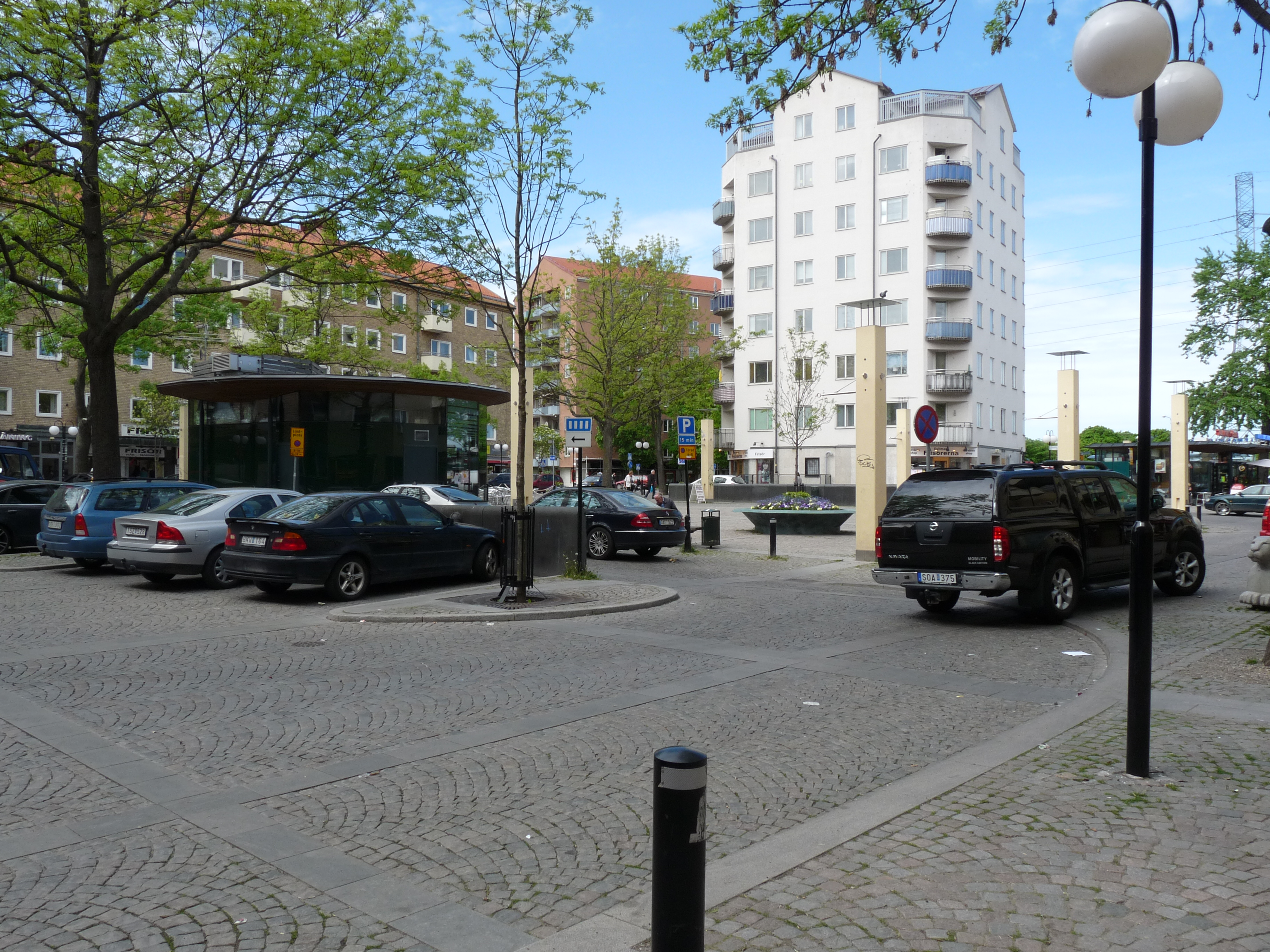
La place.
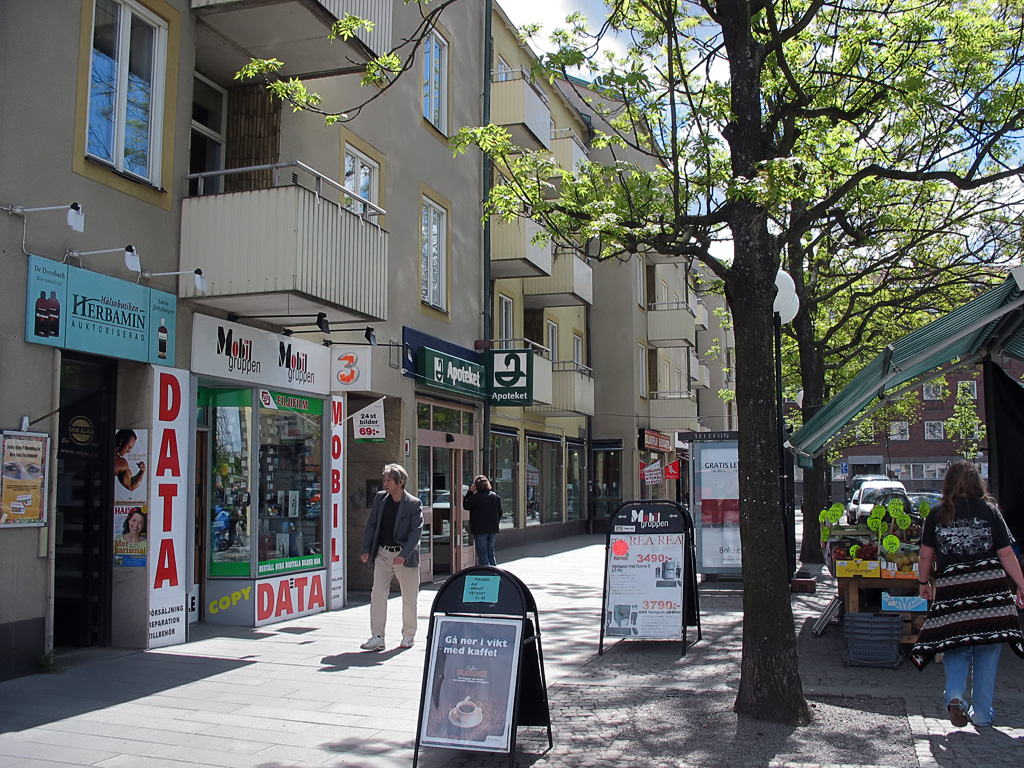
Les bâtiments de la place, 2006.

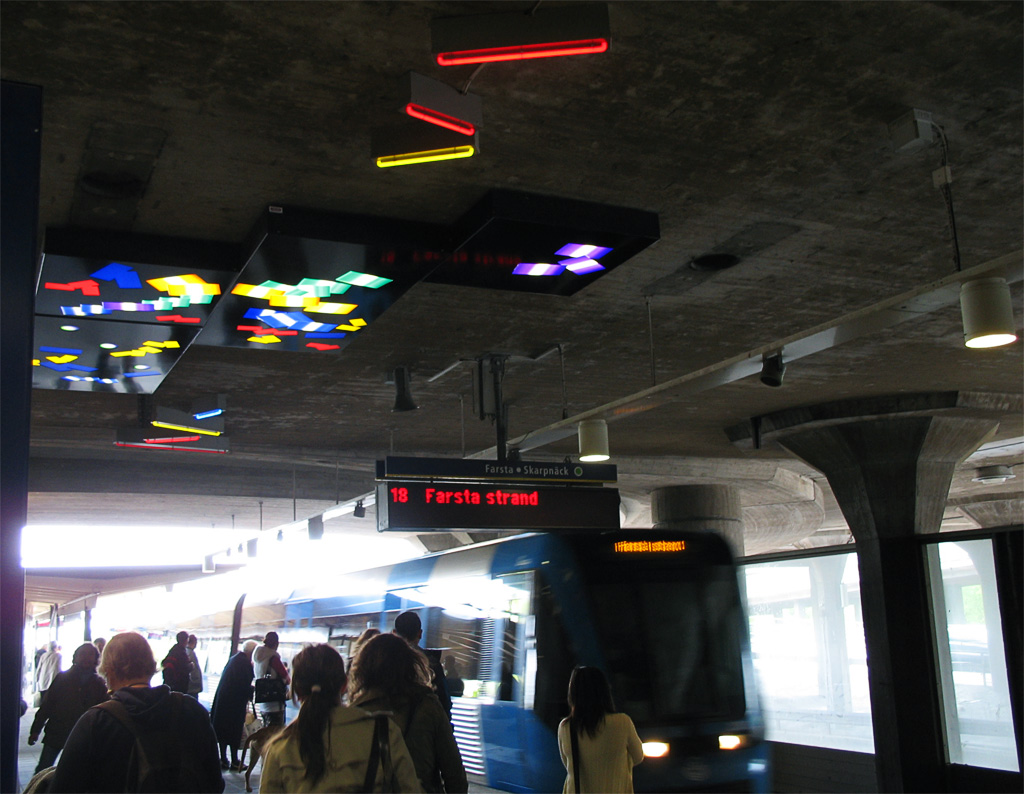
Station de métro Gullmarsplan.
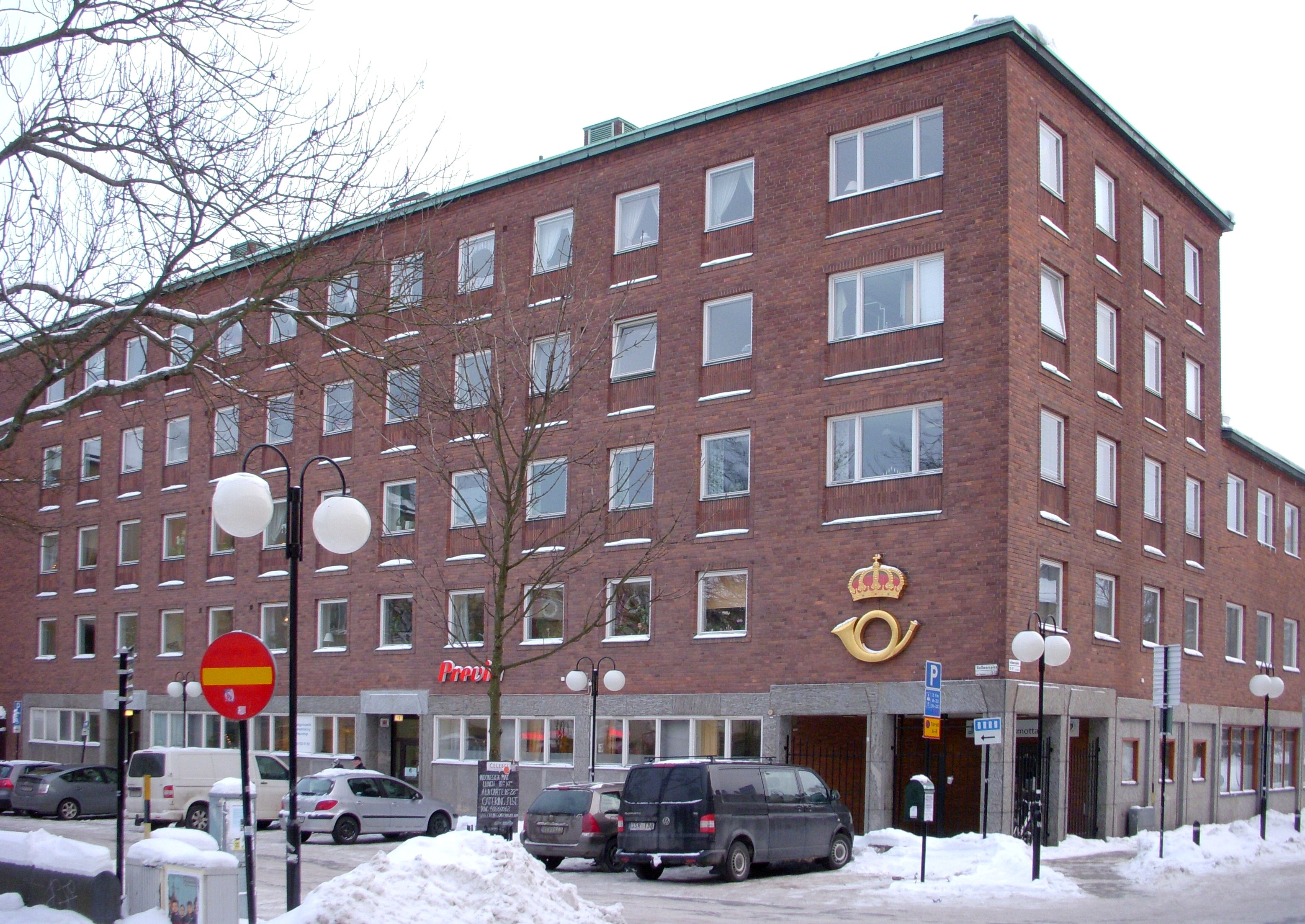
La Poste en 2011.
Trådbuss à Gullmarsplan, avril 1964.
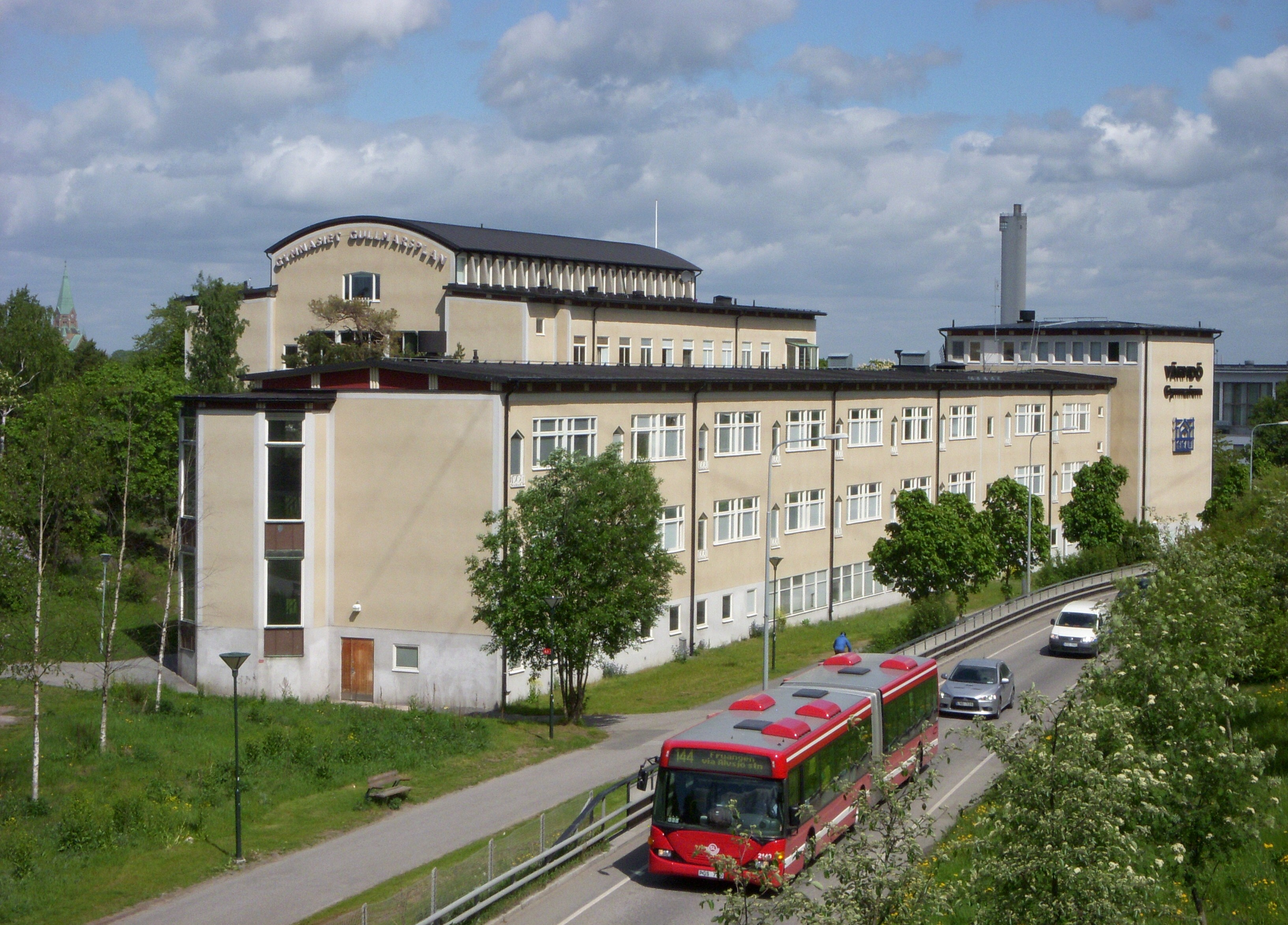
Le lycée de Värmdö.